# Disney's Greatest, Vol. 1
Disney's Greatest, Vol. 1 é o primeiro álbum de compilação da série de mesmo nome lançado pela Walt Disney Records em 27 de fevereiro de 2001.

## Faixas
1. Strangers Like Me - Phil Collins
2. Reflection - Lea Salonga
3. I Won't Say (I'm In Love) - Susan Egan e Cheryl Freeman
4. Out There - Tony Jay e Tom Hulse
5. You've Got A Friend In Me - Randy Newman
6. Just Around The River Bend - Judy Kuhn
7. Circle Of Life - Carmen Twillie e Lebo M.
8. A Whole New World - Brad Kane e Lea Salonga
9. Beauty And The Beast - Angela Lansbury
10. Kiss The Girl - Samuel E. Wright
11. I Wan'na Be Like You (The Monkey Song) - Louis Prima, Phil Harris e Bruce Reitherman
12. Supercalifragilisticexpialidocious - Julie Andrews, Dick Van Dyke e Coral Pearlie
13. Cruella De Vil - Bill Lee
14. Once Upon A Dream - Mary Costa e Bill Shirley
15. Bibbidi-Bobbidi-Boo (The Magic Song) - Verna Felton
16. You Can Fly! You Can Fly! You Can Fly! - Bobby Driscoll, Kathryn Beaumont, Paul Collins, Tommy Luske e Coral The Judd Conlon Chorus
17. Zip-A-Dee-Doo-Dah - James Baskett
18. Heigh-Ho - The Dwarf Chorus
19. Bella Nolte - George Givot, Bill Thompson e Coral Disney Studio
20. When You Wish Upon A Star - Cliff Edwards

## Desempenho nas tabelas musicais

### Posições
| Tabelas musicais (2001-12)     | Melhor posição |
| ------------------------------ | -------------- |
| Estados Unidos (Billboard 200) | 181            |
| Estados Unidos (Kid Albums)    | 1              |

### Certificações
| País           | Associação | Certificação | Vendas    |
| -------------- | ---------- | ------------ | --------- |
| Estados Unidos | RIAA       | Platina      | 1,000,000 |